# Obereopsis basalis
Obereopsis basalis är en skalbaggsart som beskrevs av Stefan von Breuning 1963. Obereopsis basalis ingår i släktet Obereopsis och familjen långhorningar. Inga underarter finns listade i Catalogue of Life.